# Diócesis de Vincennes
La diócesis de Vincennes (en latín: Dioecesis Vincennopolitana y en inglés: Roman Catholic Diocese of Vincennes) fue una circunscripción eclesiástica de la Iglesia católica en Estados Unidos. Se trataba de una diócesis latina, sufragánea de la arquidiócesis de Cincinnati. Fue suprimida el 28 de marzo de 1898 y restaurada como diócesis titular en 1995. Desde el 5 de noviembre de 1997 su obispo titular es Gerald Eugene Wilkerson.

## Territorio y organización

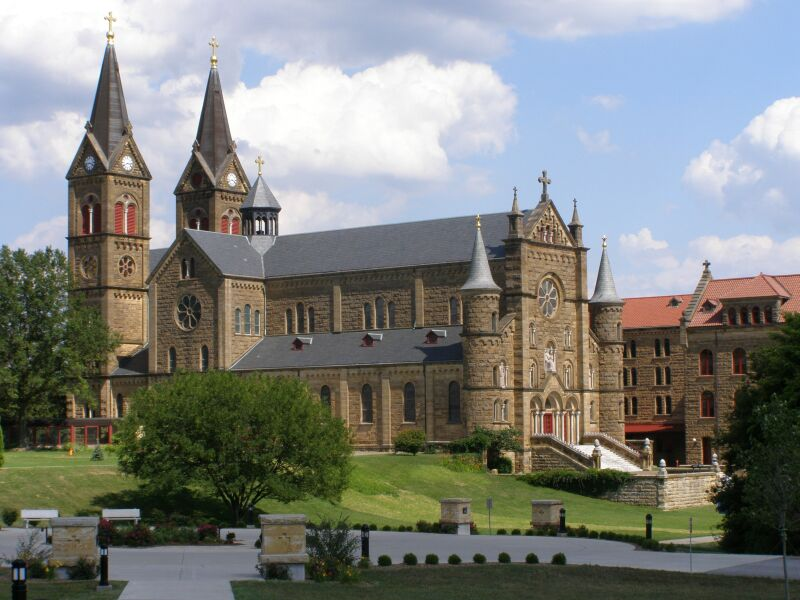
Archiabadía de San Meinrado

La diócesis extendía su jurisdicción sobre los fieles católicos de rito latino residentes inicialmente en el estado de Indiana y el este de Illinois.
La sede de la diócesis se encontraba en la ciudad de Vincennes, en donde su catedral era la actual basílica de San Francisco Javier, perteneciente a la diócesis de Evansville.

## Historia

### Antecedentes
El catolicismo romano apareció por primera vez en Indiana durante el siglo XVII cuando la región era parte de las colonias francesas en América del Norte. En 1732 pioneros provenientes de Canadá fundaron el fuerte de Vincennes y se erigió una parroquia en el pueblo que se desarrolló a su alrededor, gobernada por sacerdotes seculares de Quebec. En 1763 las colonias francesas pasaron a manos británicas, quienes garantizaron la libertad de culto a los nuevos súbditos católicos. Durante la guerra de Independencia de los Estados Unidos, los católicos generalmente apoyaron a los británicos; una excepción fue el párroco de Vincennes, Pierre Gibault, quien se puso del lado de los colonos estadounidenses y jugó un papel importante en la decisión del Medio Oeste de ser parte de los Estados Unidos de América.
En 1789 se erigió la diócesis de Baltimore, que incluía el Territorio de Indiana. Sin embargo, las escasas comunidades católicas de la región fueron fomentadas por sacerdotes, en su mayoría de Kentucky y Luisiana.
La llegada de inmigrantes irlandeses y alemanes a principios del siglo XIX aumentó rápidamente el número de católicos. En 1808 se erigió una nueva diócesis, la de Bardstown en Kentuck, que también incluía a Indiana.

### Diócesis de Vincennes
Vincennes se convirtió en una diócesis independiente el 6 de mayo de 1834 mediante el breve Maximas inter del papa Gregorio XVI, derivando su territorio de la diócesis de Bardstown. Los primeros cuatro obispos de Vincennes, hasta 1877, fueron franceses. 
Los comienzos de la nueva diócesis fueron muy difíciles. El obispo Simón Bruté de Rémur tenía a su disposición un solo sacerdote, una iglesia (la catedral) y la comunidad de las Hermanas de la Caridad de Nazareth. Por esta razón, él y sus sucesores tuvieron que apelar a los sacerdotes de Francia y Alemania y a las congregaciones religiosas europeas. Entre ellos se destacaron los benedictinos de Einsiedeln en Suiza, quienes en 1854 fundaron un monasterio que luego se convirtió en la archiabadía de San Meinrado.
Al segundo obispo de Vincennes se le permitió, por decreto apostólico, establecer la residencia episcopal en una ciudad de su elección entre Vincennes, Madison, Lafayette o Indianápolis. Sin embargo, Vincennes siguió siendo la sede de la diócesis. Este permiso, con la exclusión de Lafayette, se renovó hasta el cuarto obispo.
El aumento del número de católicos en Indiana llevó a la conferencia de obispos estadounidenses a pedir a la Santa Sede que estableciera nuevas diócesis. Así que el 28 de noviembre de 1843, Vincennes cedió la porción de su territorio en el estado de Illinois para la erección de la diócesis de Chicago (hoy arquidiócesis de Chicago) mediante el breve In suprema del papa Gregorio XVI. Nuevamente el 8 de enero de 1857 cedió otra porción de su territorio para la erección de la diócesis de Fort Wayne (hoy diócesis de Fort Wayne-South Bend) mediante el breve Ex debito pastoralis del papa Pío IX. Mientras tanto, el 19 de julio de 1850 pasó a formar parte de la provincia eclesiástica de la arquidiócesis de Cincinnati (hasta entonces lo había sido de la arquidiócesis de Baltimore).
En 1878 el primer obispo de Vincennes nacido en suelo americano, Francis Silas Marean Chatard, fue nombrado y comenzó a vivir en Indianápolis, la ciudad más grande y capital de Indiana. El 28 de marzo de 1898, mediante el breve Ecclesiarum omnium del papa León XIII, la sede episcopal fue trasladada oficialmente a Indianápolis y la diócesis asumió el nombre de diócesis de Indianápolis. En 1906 se construyó la Catedral de los Santos Pedro y Pablo en Indianápolis.

### Diócesis titular
Desde 1995 Vincennes figura entre las sedes episcopales titulares de la Iglesia católica. Desde el 5 de noviembre de 1997 el obispo titular es Gerald Eugene Wilkerson, obispo auxiliar emérito de la arquidiócesis de Los Ángeles.

## Episcopologio

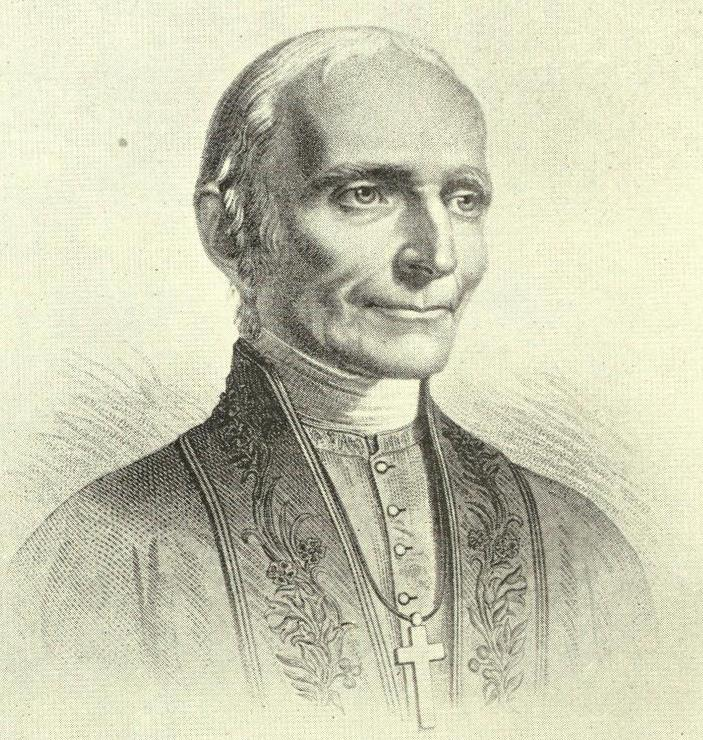
Simon Guillaume Gabriel Bruté de Rémur, primer obispo de Vincennes

- Simon Guillaume Gabriel Bruté de Rémur † (6 de mayo de 1834-26 de junio de 1839 falleció)
- Célestine René Laurent Guynemer de la Hailandière † (26 de junio de 1839 por sucesión-16 de julio de 1847 renunció)
- Jean Etienne Bazin † (3 de abril de 1847-23 de abril de 1848 falleció)
- Jacques-Maurice des Landes d'Aussac De Saint Palais † (3 de octubre de 1848-28 de junio de 1877 falleció)
- Francis Silas Marean Chatard † (28 de marzo de 1878-28 de marzo de 1898 sede trasladada a Indianápolis)

### Obispos titulares
- Gerald Eugene Wilkerson, desde el 5 de noviembre de 1997